# (73177) 2002 HK7
(73177) 2002 HK7 – planetoida z pasa głównego asteroid okrążająca Słońce w ciągu 4,24 lat w średniej odległości 2,62 j.a. Odkryta 18 kwietnia 2002 roku.